# Cantón de Paraíso
El cantón Paraíso es el segundo cantón  de la provincia de Cartago de Costa Rica. Está situado al este del Valle del Guarco, dentro del área conocida como la Meseta Central, constituyendo una de las fronteras del Gran Área Metropolitana. Su ciudad cabecera del mismo nombre se ubica a 8 kilómetros al sureste de la ciudad de Cartago, con la que forma una conurbación. 
Fue declarado como cantón en 1848 como resultado de la Constitución Política de 30 de noviembre de ese año. Tiene amplios recursos naturales y mantiene una actividad económica basada en la explotación agraria y ganadera combinada con sectores de servicios en los núcleos urbanos. 

## Toponimia
Según el "diccionario de costarriqueñismos" de Carlos Gagini, Ujarrás significa "lugar de tierra arenosa". Este nombre particular referencia a que la tierra del lugar, fértil y propicia para labores agrícolas y ganaderas, se conformó gracias a los sedimentos de un lago extinto y al caudal del río Ucús.
El nombre de "El Paraíso" le fue asignado al terreno originalmente denominado "Llanos de Santa Lucía", con la intención de contribuir al imaginario de que el traslado, ordenado por Rafael Gallegos y Alvarado, era para conducir a la población a un lugar en el que sus condiciones de vida mejorarían sobremanera, cosa que no fue así. En algún momento indeterminado de la historia, se le comenzó a llamar "Paraíso" al cantón y así permaneció oficialmente desde entonces.

## Historia

### Período Precolombino.

#### Ujarrás.
Se considera que la presencia humana en Ujarrás, como parte de la región que se conoció como Valle del Guarco, inició algunos miles de años atrás, cuando agricultores semisedentarios lo empleaban como sitio de tránsito, sin crear asentamientos estables. Esta interacción se ve evidenciada por la existencia de restos cerámicos, líticos y cementerios aborígenes a lo largo del territorio. Muy probablemente, los grupos originarios evitaron establecerse en el lugar por las inundaciones que periódicamente sucedían. Sus principales cultivos eran la yuca, el pejibaye, el maíz y otros granos. La cacería era abundante, así como la pesca en el río Reventazón y afluentes, principalmente de peces como el tepemechín y el bobo.

Respecto a su organización social, en 1590 el testimonio del aborigen Francisco Totobis indica que, en el pueblo del cacique Guarco:
“antes que (los) españoles poblasen a los naturales como agora están, vivían en casas apartadas unas de otras y en cada una de ellas bibía una parentela y linaje…” (Eugenia Ibarra, 1990).
Esto encaja en el contexto de que los pueblos y tribus establecidas en la región se repartían en pequeñas estancias no muy cercanas y poco conectadas, subordinadas a la figura de un cacique regional.

#### Orosi y Cachí.
Previo a la llegada de los colonizadores españoles, Orosi contaba con población indígena caribe, huetar y viceita, pertenecientes a la conocida como Área Intermedia. Por otra parte, el actual territorio de Cachí también contó con población indígena, cuya presencia es reflejada por los petrograbados que han sido encontrados en el distrito. Más indígenas llegarían cruzando el río Reventazón para evadir el dominio español en Ujarrás y Orosi. El nombre “Cachí” es de origen indígena, se cree proviene de Catchí, jefe de una tribu, aunque en otros documentos el pueblo es llamado “Guicasi” y “Corrosci”.

### Período Colonial.

#### Colonización.
Los colonizadores Juan de Cavallón, Juan Vázquez de Coronado, Miguel Sánchez de Guido, Pedro Vanegas de los Ríos, entre otros, serían los primeros en intentar imponer su autoridad en el valle. Tuxustí, monarca de Ujarrás para 1563, visitó el 1 de enero a Vázquez de Coronado en Garcimuñoz. En 1564, Ujarrás se rebelaría junto a otros pueblos. Violentas rebeliones serían comunes en los años siguientes, en alianza con otros pueblos indígenas en Turrialba, Atirro o Corrosí.
Alrededor de 1575, probablemente bajo el mandato de Alonso Anguciana de Gamboa, se estableció en Ujarrás una reducción indígena. El rey Felipe II obsequiaría al pueblo una imagen de la Inmaculada Concepción, a la que se le atribuiría en 1666 el milagro de interceder por la retirada de los piratas ingleses Eduard Mansvelt y Henry Morgan. Por este hecho, se comenzó a llamarle “Virgen del Rescate”, y en su honor se levantó un templo de calicanto, receptor de célebres peregrinaciones, cuyas ruinas sobreviven hasta hoy. Las epidemias que azotaron la región conllevaron a la extinción de la población indígena de Ujarrás a principios del siglo XVIII, por lo que Ujarrás se convirtió en un pueblo de mestizos.
La región de Orosi, también explorada por Juan de Cavallón y Juan Vázquez de Coronado, era controlada por un monarca huetar llamado Xarcopa, entre otros caciques. Uno de ellos, Orocay (de quien se cree proviene el nombre de Orosi), se juramentó ante Vázquez de Coronado. Para 1569, el pueblo fue dado en encomienda por el gobernador Perafán de Ribera, con 150 indígenas. En diversos momentos del siglo XVII, ciertas epidemias redujeron la población de casi todas las poblaciones aledañas al río Reventazón, resultando en la extinción del pueblo. En el siglo XVIII, misioneros franciscanos repoblaron el lugar con indígenas cabécar traídos desde Talamanca. En 1743 se construyó el Convento de Padres Franciscanos, erigido parroquia en 1753, que sobrevive hasta la actualidad.

En 1751, el obispo Morel de Santa Cruz, en visita por los pueblos de Costa Rica, describe al pueblo así:
“Quedaba a tres leguas al noroeste de la capital, situado en un valle profundo, circunvalado de cerros y su clima templado, su río principal es el Orosi, con un pez muy rico llamado bobo. La iglesia es corta, tiene sacristía, un claustro y diversas oficinas para el doctrinero y los peregrinos que concurren. Todas las fábricas son de tejas, pero muy maltratadas, fáltales el fomento principal que es el de los indios de los cuales ninguno ha quedado y sus tierras se hallan ocupadas por los ladinos. La iglesia y las demás fábricas estarían en el suelo si no fuera por las limosnas que la piedad cristiana de aquella provincia contribuye a la milagrosa imagen de Nuestra Señora, que se venera como Patrona titular.
[…].
En lo político tiene un alcalde nombrado por el gobernador, y en lo militar tiene una compañía de a pie con su capitán, teniente, alférez, dos sargentos, cuatro cabos de escuadra y treinta y un soldados. Las familias llegan a 80 y las personas a 354”.

#### La Ujarrás de Florencio del Castillo.
En 1778, nace en Ujarrás Florencio del Castillo, hijo de fray Luis de San Martín de Soto, cura de la población, y Cecilia del Castillo Villagra, viuda del francés Jean-Francois Lafons. Impulsado y financiado por su madre, Florencio estudia en Nicaragua y destaca académicamente. Se ordenó sacerdote, y llegó a ser vicerrector del Colegio Tridentino en León, Nicaragua. Gracias a sus méritos, se le eligió diputado por la provincia para las Cortes Generales y Extraordinarias, también llamadas Cortes de Cádiz. Allí, se le conoció por su oratoria como el “Mirabeau americano”, luchó en favor de los indígenas, la abolición de mecanismos de opresión y contribuyó a erigir a Ujarrás como villa en 1813.

### Independencia y Consolidación.

#### La Villa de Ujarrás.
Durante el proceso independentista, Ujarrás votó en Cabildo Abierto por la unión con la Gran Colombia, probablemente por la relación comercial de los ujarraceños con Panamá, entonces perteneciente a la Gran Colombia. Evidentemente, esa no resultaría ser la opción ganadora.
Posterior al proceso de independencia, la villa de Ujarrás continuó siendo uno de los poblados más importantes de la región, dado su potencial agrícola y cercanía con la ciudad de Cartago, entonces capital del incipiente estado costarricense. La villa consistía de los barrios de El Calvario, La Eternidad, El Pedregal, Talpetate, Buenos Aires, LA Alegría, La Palma, El Salto, El Picacho, La Laguna, El Jaz y Ajenjal.

#### El Traslado.
El 27 de marzo de 1832, el gobierno de Rafael Gallegos decretó el traslado de Ujarrás al sector conocido como Llanos de Santa Lucía, comisionando a Antonio Lara para dirigir el traslado, aunque poco después sería sustituido por Esteban Morales, conocido ciudadano. La justificación se dio por las supuestas epidemias y malestares que aquejaban a la población de la villa, así como un sinnúmero de problemas que se presentaban. Sin embargo, hipótesis más actuales plantean que probablemente se dio por intereses económicos de las élites cartaginesas en el pueblo.
La ejecución del traslado fue compleja por la falta de recursos y apoyo del gobierno, así como por la reticencia de los vecinos que no querían abandonar sus hogares y cosechas próximas a su recolecta. El proceso comenzó en junio y finalizó alrededor de noviembre, teniendo el gobierno que presionar y hostigar a muchos vecinos que no quisieron irse.

#### Fundación de El Paraíso.
En los primeros días posteriores al traslado se construyeron edificaciones provisionales para el cabildo y la iglesia, se comenzó la construcción de casas y la apertura de cuadrantes y calles. El apoyo del gobierno que recibirían a partir de ahí se redujo casi en su totalidad. Pese a que a los pobladores se les prometió que su nuevo pueblo sería un lugar ideal para vivir, encontraron en el Llano de Santa Lucía un lugar más pequeño, accidentado y menos fértil que el Valle de Ujarrás.  

### Cantonato.
La Constitución Política de 30 de noviembre de 1848, en el artículo 80. estableció por primera vez las denominaciones de provincia, cantón y distrito parroquial. De conformidad con la disposición, en la ley n.º 36 del 7 de diciembre del mismo año, en el artículo 06, se creó El Paraíso como cantón número dos de la provincia de Cartago, con cinco distritos parroquiales, junto con los pueblos de Térraba, Boruca, Orosi y Tucurrique. El nombre del cantón se convirtió oficialmente en Paraíso en fecha no precisada. En tal forma, este cantón procede de la citada provincia y es uno de los primeros en crearse como tal en Costa Rica. En la Ordenanzas Municipales, decretadas en la ley n.º 22 del 4 de noviembre de 1862, los pueblos que conformaron el actual cantón de Paraíso, fueron Orosi, Tucurrique, Turrialba y Matina; este último poblado comprendía la presente provincia de Limón, en su totalidad.
Durante la campaña nacional de 1856, muchos paraiseños se enlistaron en un pelotón con el fin de partir a defender a su país. Entre los integrantes estaban Lucas Barquero, Manuel Salas, Carlos Sánchez, Juan Solano, Antonio Orozco y muchos otros. No todos regresaron, y los que lo hicieron habían sufrido bastante durante el conflicto. Es necesario mencionar que el cólera elevó drásticamente la tasa de mortalidad en ambos bandos.

#### Construcción del Ferrocarril.
A partir del gobierno de Tomás Guardia Gutiérrez, se comienza a construir el ferrocarril al Atlántico. El trayecto del ferrocarril atravesaría al cantón y contaría con una estación en Paraíso centro y otra en el distrito de Santiago. El desarrollo del ferrocarril supuso un aceleramiento en el desarrollo económico del cantón y trajo consigo la inmigración italiana, china y de otras regiones del país.

### SigloXX
En el año 1910, el terremoto de Santa Mónica y los movimientos sísmicos previos a él ocasionaron la destrucción casi total del pueblo de Paraíso, el cual tuvo que reconstruirse nuevamente. Un Concejo Municipal posterior colocaría un pequeño homenaje a las víctimas de la tragedia en el cementerio de Paraíso.
Entre las décadas de 1910 y 1940 se consolidaron grandes hitos en el desarrollo local. La llegada del telégrafo y teléfono público, la construcción de escuelas, la fundación de la primera junta rural del Banco Nacional, entre otros acontecimientos de interés público, contribuyeron al crecimiento del cantón, en todos sus distritos. En los ámbitos culturales y deportivo, también se fundan y comienzan a crecer los primeros equipos que tendría el pueblo de Paraíso.

#### Guerra Civil.
Durante la Guerra Civil que hubo en el país en 1948, Paraíso fue tomado un doce de abril por parte del Ejército de Liberación Nacional. Los enfrentamientos fueron sumamente violentos, la población se vio sumamente atemorizada y muchos hombres huyeron a refugiarse en pueblos, matorrales o cuevas cercanas. Al final de la guerra, el gobierno llamaría a Santos León Herrera, un antiguo político ricardista, quien vivía retirado en El Yas, pequeño poblado de Paraíso, para ser intermediario entre el cambio de régimen.
En las décadas siguientes, Paraíso continuaría desarrollándose y mejorando su infraestructura, creando más escuelas, colegios académicos e instituciones, como el asentamiento de la Cruz Roja o la organización Pueblito Costa Rica. Un nuevo terremoto tendría a Paraíso como epicentro en 1951, causando grandes estragos, pero no al mismo nivel que el terremoto de 1910.
En 1990, con el cierre del INCOFER, cesan las operaciones del ferrocarril, impactando consigo la trascendencia comercial que constituían Paraíso y Santiago.

### Actualidad.
Con la entrada al siglo XXI, la sociedad paraiseña vio el crecimiento institucional y los frutos del nuevo régimen municipal. El hermanamiento con ciudades de otros países, la creación de colegios técnicos, entre otros sucesos novedosos, reflejaron el dinamismo cantonal al comienzo de siglo.
Desafortunadamente, en el ámbito político, la municipalidad de Paraíso se ha visto envuelta en una serie de escándalos por negligencia, la cual la ha llevado a perder procesos judiciales, obligándola a pagar cuantiosas sumas de dinero a las personas y empresas perjudicadas.

## Organización Territorial
La República de Costa Rica se divide en provincias. La subdivisión consiguiente de estas es el cantón, sobre el que ejercen autoridad las representaciones municipales. Asimismo, cada cantón se divide en distritos. Paraíso se compone de los siguientes.
| Distritos del Cantón de Paraíso. | Distritos del Cantón de Paraíso. | Distritos del Cantón de Paraíso. | Distritos del Cantón de Paraíso. | Distritos del Cantón de Paraíso. |
| #                                | Nombre.                          | Área (km²).                      | Población.                       | Densidad (por km²).              |
| -------------------------------- | -------------------------------- | -------------------------------- | -------------------------------- | -------------------------------- |
| 1.                               | Paraíso.                         | 27,03.                           | 21 369.                          | 790,57.                          |
| 2.                               | Santiago.                        | 25,40.                           | 6 332.                           | 249,29.                          |
| 3.                               | Orosi.                           | 377,09.                          | 10 002.                          | 26,52.                           |
| 4.                               | Cachí.                           | 41,33.                           | 5 834.                           | 141,16.                          |
| 5.                               | Llanos de Santa Lucía.           | 6,54.                            | 18 943.                          | 2 896,48.                        |
| 6.                               | Birrisito.                       | 7,5.                             |                                  |                                  |

## Geografía
Cantón de Paraíso cuenta con un área de 476,99 km² y una altitud media de 1870 m s. n. m.
Es el segundo cantón más grande de la provincia, después de Turrialba. 
La anchura máxima es de cuarenta y dos kilómetros, en dirección noroeste a sureste, desde el cruce del camino entre las ciudades de Paraíso y de San Rafael, con el que se dirige al poblado Páez, hasta la cima del cerro Cuericí.
Paraíso limita con los siguientes cantones:
| Noroeste: Cartago, Alvarado y Oreamuno.  | Norte: Alvarado y Oreamuno. | Noreste: Jiménez, Alvarado y Oreamuno.       |
| Oeste: Cartago.                          |                             | Este: Jiménez y Turrialba.                   |
| Suroeste: Cartago, Dota y Pérez Zeledón. | Sur: Dota y Pérez Zeledón.  | Sureste: Pérez Zeledón, Jiménez y Turrialba. |

## Demografía
Para el año 2022, Cantón de Paraíso cuenta con una población estimada de 65 941 habitantes, y para el último censo efectuado, en 2011, Cantón de Paraíso contaba con una población de 57 743 habitantes.
De acuerdo al Censo Nacional del 2011, la población del cantón era de 57.743 habitantes, de los cuales, el 2,4% nació en el extranjero. En él se destaca que había 14.626 viviendas ocupadas, de las cuales, el 70,8% se encontraba en buen estado y había problemas de hacinamiento en el 4,0% de las viviendas. El 76,9% de sus habitantes vivían en áreas urbanas. Entre otros datos, el nivel de alfabetismo del cantón es del 98,0%, con una escolaridad promedio de 9,5 años.
En el 2011 era el cuarto cantón más poblado de la provincia.
El mismo censo detalla que la población económicamente activa se distribuye de la siguiente manera:
- Sector Primario: 16,0%
- Sector Secundario: 23,3%
- Sector Terciario: 60,7%

## Gobierno Local

### Alcaldía.
Conforme al Régimen municipal de Costa Rica, la alcaldía y las vicealcaldías del cantón son electas popularmente mediante sufragio universal cada cuatro años.
| Periodo   | Partido | Nombre                   | Semblanza |
| --------- | ------- | ------------------------ | --- |
| 2002-2006 | PAPAR.  | Marvin Solano Zúñiga.    | Licenciado en administración de empresas. Fundador del Partido Auténtico Paraiseño, a nivel cantonal, con el que alcanzó la alcaldía por primera vez. |
| 2006-2010 | ML.     | Marvin Solano Zúñiga.    | Licenciado en administración de empresas. Fundador del Partido Auténtico Paraiseño, a nivel cantonal, con el que alcanzó la alcaldía por primera vez. |
| 2010-2016 | PUSC.   | Jorge Rodríguez Araya.   | Peón de campo, salonero, tunelero del Instituto Costarricense de Electricidad. Ocupó numerosos cargos municipales y legislativos. Fue regidor en los períodos 1998-2002 y 2020-2024. En 2014 abandona su cargo para ascender a la Asamblea Legislativa como diputado. Su vicealcaldesa primera, Marlene Acuña, ejerció la alcaldía a partir del 21 de marzo. Su administración duró poco tiempo, puesto que renunció el 30 de julio del mismo año, quedando el segundo vicealcalde Fernando Chávez Rosas, también conocido como "Mecate", como dirigente de la Municipalidad de Paraíso.                                |
| 2010-2016 | PUSC.   | Marlene Acuña González.  | Peón de campo, salonero, tunelero del Instituto Costarricense de Electricidad. Ocupó numerosos cargos municipales y legislativos. Fue regidor en los períodos 1998-2002 y 2020-2024. En 2014 abandona su cargo para ascender a la Asamblea Legislativa como diputado. Su vicealcaldesa primera, Marlene Acuña, ejerció la alcaldía a partir del 21 de marzo. Su administración duró poco tiempo, puesto que renunció el 30 de julio del mismo año, quedando el segundo vicealcalde Fernando Chávez Rosas, también conocido como "Mecate", como dirigente de la Municipalidad de Paraíso.                                |
| 2010-2016 | PUSC.   | Fernando Chávez Rosas.   | Peón de campo, salonero, tunelero del Instituto Costarricense de Electricidad. Ocupó numerosos cargos municipales y legislativos. Fue regidor en los períodos 1998-2002 y 2020-2024. En 2014 abandona su cargo para ascender a la Asamblea Legislativa como diputado. Su vicealcaldesa primera, Marlene Acuña, ejerció la alcaldía a partir del 21 de marzo. Su administración duró poco tiempo, puesto que renunció el 30 de julio del mismo año, quedando el segundo vicealcalde Fernando Chávez Rosas, también conocido como "Mecate", como dirigente de la Municipalidad de Paraíso.                                |
| 2016-2020 | PASE.   | Marvin Solano Zúñiga.    | En 2018 , en el marco de diversas acusaciones de propiciar irregularidades en favor de proyectos de obra privada y remodelaciones de obra pública, se realizó el segundo plebiscito revocatorio municipal en su contra. Aunque la participación fue escasa cumplió con el requisito de obtener al menos el 10% del padrón electoral, sin embargo, al no consechar dos tercios de los votos válidamente emitidos el plebiscito no fue vinculante. La opción ganadora fue la de su destitución. Renunció voluntariamente en 2019, ascendiendo como alcaldesa Laura Morales, quien lo había acompañado en la vicealcaldía. |
| 2016-2020 | PASE.   | Laura Morales Brenes.    | En 2018 , en el marco de diversas acusaciones de propiciar irregularidades en favor de proyectos de obra privada y remodelaciones de obra pública, se realizó el segundo plebiscito revocatorio municipal en su contra. Aunque la participación fue escasa cumplió con el requisito de obtener al menos el 10% del padrón electoral, sin embargo, al no consechar dos tercios de los votos válidamente emitidos el plebiscito no fue vinculante. La opción ganadora fue la de su destitución. Renunció voluntariamente en 2019, ascendiendo como alcaldesa Laura Morales, quien lo había acompañado en la vicealcaldía. |
| 2020-2024 | PLN.    | Carlos Ramírez Sánchez.  | Ingeniero Industrial. Durante su administración se consolidó la marca cantón centrada en el lema "Paraíso ¡eso somos!". Perdió la reelección en la campaña municipal de 2024. |
| 2024-2028 | UP.     | Michaell Álvarez Quirós. | Ingeniero agrónomo. Oriundo de Llanos de Santa Lucía, distrito por el que fue síndico propietario entre 2016 y 2020, por el Partido Accesibilidad sin Exclusión. Con el mismo partido fue candidato a alcalde en 2020, quedando en segundo lugar por uno de los márgenes más estrechos de esas elecciones municipales. Volvió a postularse para las elecciones de 2024. El Tribunal Supremo de Elecciones abrió una investigación (DFPP-DE-003-2023) en su contra por presunto uso de una estructura paralela durante la campaña electoral.                                                                             |

### Concejo Municipal.
Al igual que la elección de la alcaldía y vicealcaldías, los integrantes del Concejo Municipal de Paraíso son electos popularmente cada 4 años. El Concejo Municipal de Paraíso se integra por un total de 7 regidores, propietarios y suplentes, y 5 síndicos, propietarios y suplentes, y cuyo presidente es el regidor Aldo Mata Coghi, del Partido Liberal Progresista, y su vicepresidenta es la regidora Silvia Araya Arce, del Partido Liberación Nacional. Actualmente está integrado de la siguiente manera.
|                                                                  |                                  |                            |           |           |                              |
| Partidos políticos en el Concejo Municipal de Paraíso 2024-2028. |                                  |                            |           |           |                              |
| Partido político                                                 | Partido político                 | Partido político           | Regidores | Regidores | Regidores                    |
|                                                                  | Unidos Podemos.                  |                            | 3         | P.        | Kattia Alfaro Sáenz.         |
| S.                                                               | Unidos Podemos.                  | María Solano Marín.        | 3         |           |                              |
| P.                                                               | Unidos Podemos.                  | Jaime Coto Espinoza.       | 3         |           |                              |
| S.                                                               | Unidos Podemos.                  | Julio Sánchez Coto.        | 3         |           |                              |
| P.                                                               | Unidos Podemos.                  | Milany Obando Mora.        | 3         |           |                              |
| S.                                                               | Unidos Podemos.                  | Ana Barquero Quesada.      | 3         |           |                              |
|                                                                  | Partido Liberación Nacional.     |                            | 2         | P.        | Luis Diego Calderón Sánchez. |
| S.                                                               | Partido Liberación Nacional.     | Javier Hernández Castillo. | 2         |           |                              |
| P.                                                               | Partido Liberación Nacional.     | Silvia Arce Araya.         | 2         |           |                              |
| S.                                                               | Partido Liberación Nacional.     | Sussana Mata Quesada.      | 2         |           |                              |
|                                                                  | Partido Liberal Progresista.     |                            | 1         | P.        | Aldo Mata Coghi.             |
| S.                                                               | Partido Liberal Progresista.     | Felipe Loaiza Araya.       | 1         |           |                              |
|                                                                  | Partido Unidad Social Cristiana. |                            | 1         | P.        | Agustin Siles Solano.        |
| S.                                                               | Partido Unidad Social Cristiana. | Walter Solano Segura.      | 1         |           |                              |

### Comité Cantonal de Deportes y Recreación.
Los Comités Cantonales de Deportes y Recreación son órganos adscritos a las Municipalidades respectivas, son de carácter técnico, deportivo, recreativo y administrativo, dirigidos a promover la actividad física y la recreación para la salud física y mental; así como a fomentar el deporte competitivo y recreativo en el cantón al que pertenecen.
El Comité Cantonal de Deportes y Recreación de Paraíso es una entidad sumamente activa en el cantón, trabajando en pro del desarrollo deportivo cantonal. Durante sus gestiones se ha avanzado en importantes proyectos como la inauguración de infraestructura deportiva como gimnasios en varios distritos o se ha apoyado a numerosos jóvenes deportistas en actividades nacionales (como Juegos Deportivos Nacionales) o internacionales.

### Comité de la Persona Joven.
Los Comités de la Persona Joven, creados por ley desde 2002, son órganos colegiados e instancias municipales de participación, integradas por jóvenes del cantón que representan distintos sectores de esta población en específico. Se nombran por un período de dos años. Estos comités se encuentran integrados por un representante nombrado por el Concejo Municipal, dos representantes de colegios, dos representantes de organizaciones juveniles, un representante de organizaciones religiosas y un representante nombrado por el Comité Cantonal de Deportes y Recreación. Desde la creación de los comités hasta el año 2019, la presidencia de los mismos era automáticamente asignada al representante municipal. Sin embargo, ese año se aprueba la Ley contra el Adultocentrismo en Comités Cantonales de la Persona Joven, mediante la que se faculta a los comités a elegir por sí mismos a la presidencia y secretaría.
El CPJ de Paraíso existe activamente desde 2013, año desde el cual, gracias al presupuesto que asigna el Consejo de la Persona Joven a los diversos comités del país, ha ejecutado diversos proyectos para fortalecer el desarrollo juvenil en Paraíso en múltiples áreas, desde lo recreativo hasta lo cultural, sin excluir lo artístico, deportivo, etcétera.
A continuación, se presenta una tabla con las personas integrantes del CPJ de Paraíso hasta el presente período.
|            | Concejo Municipal.            | Organizaciones Juveniles.         | Organizaciones Juveniles.     | Colegios.                    | Colegios.                    | Organizaciones Deportivas.       | Organizaciones Religiosas.       |
| ---------- | ----------------------------- | --------------------------------- | ----------------------------- | ---------------------------- | ---------------------------- | -------------------------------- | -------------------------------- |
| 2025-2026. | Christopher Reyes Ballestero. | Jairo Cedeño Guillén.             | Jimena Ramírez Flores.        | Aarón Sequeira McAllister.   | Isabella Solano Arrieta.     | Diego Bonilla Quirós.            | Esteban Bravo Matamoros.         |
| 2023-2024. | Bryan Segura Solano.          | Emanuel Coto Martínez.            | Márian Calderón Sánchez.      | Gabriel Barquero Alvarado.   | Hillary Blackshaw Sánchez.   | Jairo Cedeño Guillén.            | Dilan Solano Sánchez.            |
| 2021-2022. | Agustín Brenes Ulloa.         | Guillermo Solano Roque.           | Fiorella Arias Bonilla.       | Esaú Hernández Ramírez.      | Tatiana Ortiz Fonseca.       | Jairo Cedeño Guillén.            | Andrey Meza Bonilla.             |
| 2019-2020. | Agustín Brenes Ulloa.         | Juan Andrés García Gamboa.        | Diana Granados Fonseca.       | Óscar Quirós Solano.         | Camila Solano Morales.       | Francinny Fuentes Irola.         | Andrey Meza Bonilla.             |
| 2017-2018. | Luis Diego Calderón Sánchez.  | Darío Alejandro Solano Portuguez. | Ana Cristina Solano Granados. | Gabriel Gómez Valerín.       | María Jesús Arias Sosa.      | Luis Alejandro Corrales Navarro. | Carlos Alberto Castillo Casorla. |
| 2015-2016. | Mariana Solano Mata.          | Nelson Jiménez Ulloa.             | Nicole Morales Soto.          | Christopher Bonilla Bonilla. | Sebastián Retana Brenes.     | Pamela Rodríguez Jarquín.        | Josué Cordero Serrano.           |
| 2013-2014. | Rudy Bonilla Sojo.            | Iván Orozco Solano.               | Laura Morales Brenes.         | Moisés Pérez Ramírez.        | Kevin Alberto Guzmán Chaves. | Fivier Retana Vindas.            | Carlos Alberto Castillo Casorla. |

## Política.

### Política Nacional.

#### Elecciones de 2022.
El domingo 6 de febrero de 2022 se celebraron elecciones generales para la elección de la presidencia, vicepresidencias y diputaciones de la República. En el cantón de Paraíso, la mayoría de las personas votantes escogieron al partido Liberación Nacional (17.43%). En segundo lugar, quedó el partido Unidad Social Cristiana (10.73%), y de tercero al partido Progreso Social Democrático (8.96%) En todos los distritos, el partido Liberación Nacional fue la opción más votada. Dos personas del cantón serían electas para ejercer una diputación. Se trataría de Johanna Obando Bonilla, del partido Liberal Progresista, y de Antonio Ortega Gutiérrez, del partido Frente Amplio.
En la segunda ronda, celebrada el 3 de abril, el cantón de Paraíso votó mayoritariamente por Rodrigo Chaves Robles, candidato del partido Progreso Social Democrático, con 16 007 votos (32.35%), con respecto a los 14 486 (29.28%) que recibió José María Figueres Olsen, del partido Liberación Nacional. Específicamente, en los distritos de Paraíso, Orosi y Llanos de Santa Lucía obtuvo la victoria el candidato del partido Progreso Social Democrático, mientras que en Santiago y Cachí los votos fueron en su mayoría para el partido Liberación Nacional.

#### Elecciones de 2018.
El domingo 4 de febrero de 2018 se realizaron las elecciones generales para elegir a la fórmula presidencial que gobernaría Costa Rica, en conjunto con las 57 representaciones del congreso. La candidatura de Juan Diego Castro Fernández, del partido Integración Nacional, fue de peso en el cantón paraiseño. Castro fue regidor y presidente del Concejo Municipal durante el periodo 1978-1982. En el cantón de Paraíso, el partido Acción Ciudadana obtendría el 18.13% de los votos, seguido del partido Integración Nacional con 13.56%, contando con el partido Liberación Nacional en tercer lugar con 11.59% de los votos. A nivel distrital, el voto estuvo muy fragmentado. En todos los distritos ganaría el partido Acción Ciudadana, con excepción de Santiago, en donde obtuvo la victoria el partido Liberación Nacional. El partido Integración Nacional sería la segunda fuerza electoral en Paraíso y Orosi; el partido Restauración Nacional lo sería en Santiago y Llanos de Santa Lucía; y el partido Liberación Nacional resultó en segundo lugar en el distrito de Cachí.  Una apreciación interesante es que las dos fuerzas más votadas en Llanos de Santa Lucía predijeron de alguna forma a los candidatos participantes de la segunda ronda, así como su desenlace.
El día 6 de abril se votó en segunda ronda. Resultó victorioso el candidato Carlos Alvarado Quesada, del partido Acción Ciudadana, con 26 649 votos (57.1%), contra los 8 139 votos (17.41%) obtenidos por Fabricio Alvarado Muñoz, del partido Restauración Nacional. En todos los distritos el partido Acción Ciudadana fue el más votado.

### Política Local.

#### Elecciones de 2024.
Las Elecciones Municipales de Costa Rica 2024 se llevaron a cabo el día 4 de febrero del mismo año. En él, resultó electo el candidato del partido Unidos Podemos, Michael Álvarez Quirós, junto a sus acompañantes de fórmula, Merlyn Rojas Mora y Róger Zúñiga Vega.
Para estos comicios municipales, algunas candidaturas ya eran conocidas en el escenario político paraiseño. El alcalde del período 2020-2024, Carlos Ramírez Sánchez, del Partido Liberación Nacional, apostó por la reelección. El candidato ganador, Michael Álvarez, obtuvo el segundo lugar en las Elecciones Municipales de 2020 con el Partido Accesibilidad Sin Exclusión, con el que fue síndico por Llanos de Santa Lucía para el período 2016-2020. La candidata por el Partido Liberal Progresista, Sonia Mata Coto, fue regidora por el Partido Verde Ecologista en el período 2016-2020, en el que ejerció su presidencia. Además, en las elecciones de 2020 postuló su candidatura como vicealcaldesa por el mismo partido. El partido Frente Amplio era representado por Luis Enrique Ortega Gutiérrez, hermano del entonces diputado frenteamplista Antonio Ortega Gutiérrez. Su candidata a la vicealcaldía era Laura Morales Brenes, vicealcaldesa durante la administración 2016-2020 por el Partido Accesibilidad Sin Exclusión, ejerciendo como alcaldesa desde 2018 debido a la polémica renuncia del entonces alcalde. El candidato por el Partido Nueva Generación, Fernando Chaves Rosas, ejerció como vicealcalde durante el período 2010-2016, ostentando la alcaldía al final de la administración por el ascenso del entonces alcalde a la Asamblea Legislativa y la renuncia de la primera vicealcaldesa.
En las elecciones para la alcaldía, el Partido Unidos Podemos obtuvo la victoria en los distritos de Paraíso, Orosi y Llanos de Santa Lucía. La victoria del partido en este último distrito fue significativa: 67,64% de los votos, superando el 11,61% del partido en segundo lugar. Unidos Podemos obtuvo el segundo lugar en el resto de distritos. El Partido Liberación Nacional obtuvo las victorias en los distritos de Santiago, Cachí y Birrisito, así como el segundo lugar en el resto de distritos. El Partido Liberal Progresista fue la tercera fuerza política en todos los distritos, menos en Cachí, en donde el Partido Unidad Social Cristiana ocupó esa posición.
En cuanto a los resultados para las regidurías, los resultados fueron los mismos, con algunas excepciones. El Partido Unidad Social Cristiana fue la segunda fuerza política en Cachí y la tercera en Birrisito. Además, el partido Frente Amplio fue el tercer partido más votado del distrito de Cachí, probablemente debido a que, Alejandra Matamoros, su candidata a primera regiduría, era oriunda del distrito.
|  | 40,90 % |

|  | 24,10 % |

|  | 11,50 % |

|  | 8,00 % |

|  | 5,20 % |

|  | 3,40 % |

|  | 2,70 % |

|  | 2,30 % |

|  | 1,80 % |

|  | 97,88 % |

|  | 2,12 % |

|  | 100 % |

|  | 61,3 % |

#### Elecciones de 2020.
Las elecciones del Régimen Municipal 2020 se celebraron el 2 de febrero. En el caso de Paraíso, hubo un total de trece candidaturas participantes, cifra bastante alta. La contienda fue más reñida de lo proyectado, pues se tuvo que esperar más tiempo del usual para conocer a la candidatura ganadora. El candidato del Partido Liberación Nacional, Carlos Manuel Ramírez Sánchez, resultó electo como alcalde. Las vicealcaldías son Marta Elida Avendaño Mata y Luis Diego Calderón Sánchez.
Para estos comicios, muchas de las candidaturas estaban encabezadas por personas conocidas en la política local, habiendo ocupado cargos de elección popular en el pasado. Es el caso del candidato del Partido Accesibilidad Sin Exclusión Michaell Álvarez Quirós, ex síndico quien logró un resultado considerablemente favorable si se toma en cuenta que el exalcalde del cantón, perteneciente a su mismo partido, había renunciado envuelto en serias polémicas por corrupción y negligencia durante los aproximadamente diez años que acumuló al frente de la Municipalidad de Paraíso. 
En las votaciones para regidurías, los partidos Liberación Nacional, Accesibilidad sin Exclusión y Unidad Social Cristiana mantuvieron su mismo número de representantes en el concejo municipal (dos, dos y una, respectivamente). Dos partidos políticos hicieron su debut al ganar una regiduría cada uno por primera vez en su historia, los cuales fueron el Frente Amplio y el Partido Actuemos Ya, este último es de escala provincial. De esta manera y como dato particular, Paraíso ha tenido en todos sus concejos municipales en lo que va del siglo, al menos a un partido a escala cantonal o provincial. Curiosamente, el quiebre del voto fue decisivo para que el Partido Actuemos Ya obtuviera su regidor, pues recibió 504 más para regidurías que para el candidato a alcalde. 
|  | 48,01 % |

|  | 41,68 % |

|  | 21,43 % |

|  | 13,53 % |

|  | 11,24 % |

|  | 9,75 % |

|  | 8,62 % |

|  | 8,52 % |

|  | 7,48 % |

|  | 7,21 % |

|  | 2,93 % |

|  | 1,51 % |

|  | 0,87 % |

|  | 97 % |

|  | 0,72 % |

|  | 1,91 % |

|  | 100 % |

|  | 39 % |

## Cultura

### Símbolos.

#### Bandera.
Compuesta por dos bandas horizontales, la bandera del cantón de Paraíso se conforma de una franja superior color azul y otra inferior color amarillo. Por sus características, es casi idéntica a la bandera de Ucrania. Se desconoce la antigüedad del uso de la misma. Sin embargo, en el año 2011, el entonces alcalde Jorge Rodríguez Araya solicitó al Concejo Municipal la facultad de gestionar los trámites respectivos para oficializar a la bandera bicolor, azul y amarilla, como la representativa del cantón de Paraíso. Este acuerdo se aprobó en la sesión ordinaria 086 del Concejo Municipal de Paraíso, celebrada el día catorce de junio del año 2011.

#### Escudo.
Cuenta con un diseño tradicional de la heráldica, dispone en su parte superior de un lazo con el nombre del cantón, sucedida por una corona que cubre el área central a cuatro cuadros, en los que, de izquierda a derecha en primera fila, se encuentran Florencio del Castillo y las Ruinas de Ujarrás, y en segunda fila, la represa hidroeléctrica de Cachí y la iglesia colonial de Orosi. En su parte inferior, dos ramas unidas por un lazo se posicionan sobre un emblema con la fecha del cantonato (1848).

#### Himno.
La música y la letra del himno fueron compuestas por Berny Siles Loaiza, quien ejerció la dirección de la Escuela Municipal de Música de Paraíso (SEMUSPAR).

Desde el valle de Ujarrás se ertarboló 

Paraíso que del cielo es reflejado 

Y a la Virgen del rescate conquistado 

Pues su mano del pirata nos libró. 

Hombres lucidos tu suelo vio crecer 

Defensores de la fe y la libertad 

Don Florencio, un pilar de la igualdad 

Sus ideales hasta Cádiz defendió. 

De la patria una luz en la alborada 

La ciudad colonial que magna fue 

Y su pueblo con ahínco y con gran fe 

La nación vio un día conformada. 

Salve pueblo que al cielo conquisto 

Salve tierra que por Dios es bendecida 

Eres tú por nosotros muy querida 
 
Viva siempre Paraíso con honor.

En la composición, es visible la referencia a episodios icónicos de la historia cantonal, como las referencias al pasado colonial o a la villa de Ujarrás en tiempos de la colonia, así como del milagro de la Virgen del Rescate.

#### Apodo de "brujos"

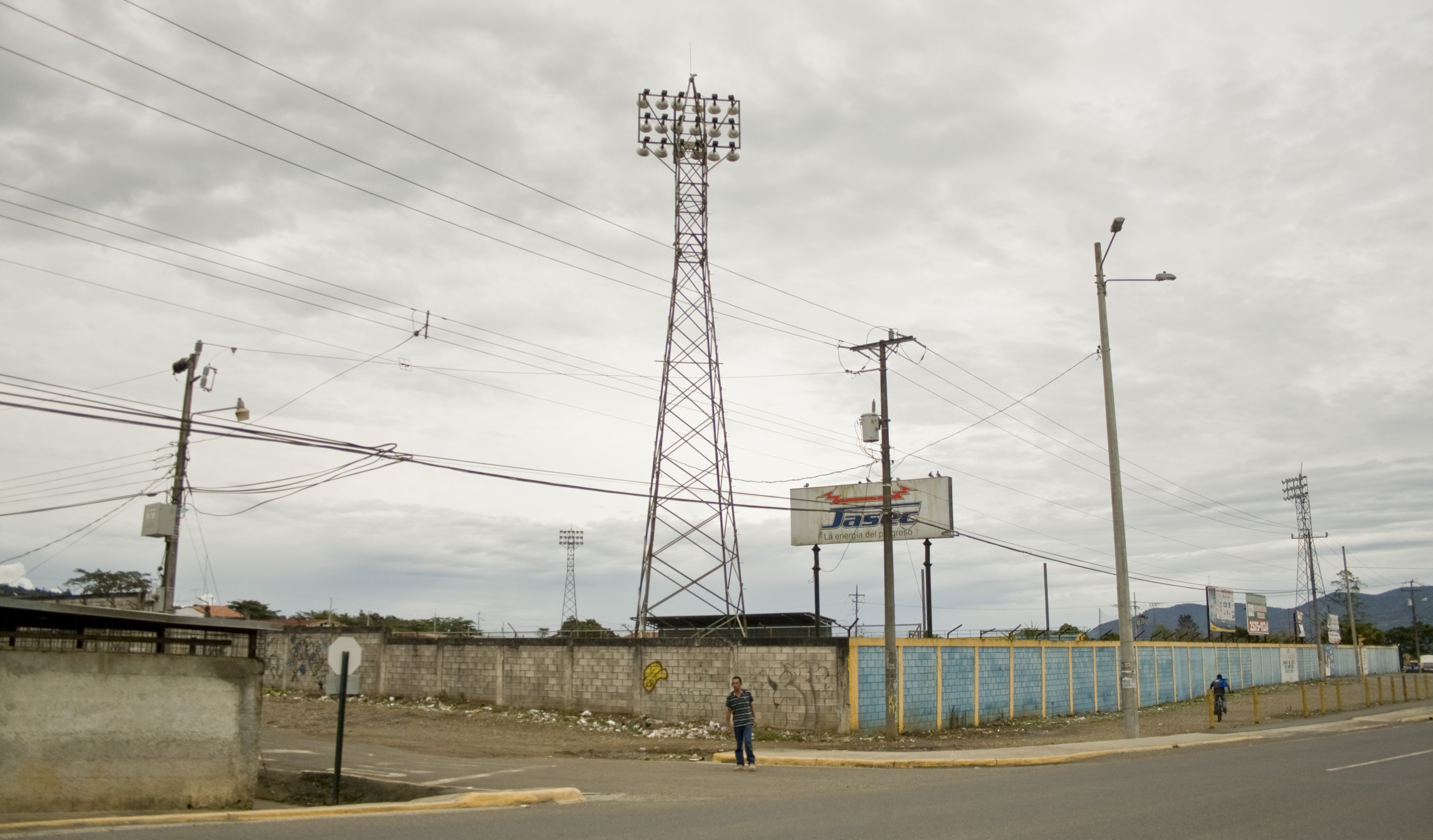
Estadio José Joaquín "Quincho" Barquero, sede del Municipal Paraíso

Desde hace muchas décadas a la ciudadanía paraiseña se le conoce por el apodo coloquial de "brujos". Gran cantidad de emprendimientos y comercios como almacenes, pulperías, bares, así como medios de comunicación locales, toman elementos representativos de estos personajes místicos en sus logos y marcas. Curiosamente, no sería un caso novedoso el uso de gentilicios de esta naturaleza en poblados costarricenses, pues a la ciudad de Escazú también se le conoce popularmente como "La Ciudad de las Brujas".
El origen del mito de la brujería en Paraíso tiene orígenes más antiguos que el propio pueblo incluso, pues se remontan al poblado predecesor del mismo: Ujarrás, localidad ampliamente multicultural y étnicamente diversa en la que, probablemente por la interacción de grupos autóctonos y la presencia de personas afrodescendientes esclavizadas, surgiría la práctica del curanderismo. Esta tomaba conocimientos de medicina tradicional como el uso de hierbas y brebajes con fines medicinales. Era conocido que habitantes de la ciudad de Cartago, ciudad hegemónica del país por mucho tiempo, visitaban el pueblo de Ujarrás con motivo de consultar a estos curanderos.
Con el traslado de Ujarrás a Paraíso en 1832, estas prácticas no desaparecen, sino que emigran con los habitantes al nuevo pueblo. Con el pasar del tiempo, por la invención cada vez más frecuente de historias y anécdotas relacionadas con brujería y asuntos mágicos alrededor del cantón de Paraíso, propagadas por los visitantes, turistas y viajeros, que aumentaron exponencialmente con la llegada del ferrocarril a finales del siglo XIX, se comenzó a erigir el apodo de “brujos” para los habitantes del pueblo.
Este imaginario colectivo formaría a generaciones enteras de paraiseños que crecerían en torno a estas historias, generando la identificación con el apodo, consolidándolo como parte esencial de la cultura local. Por esta razón y pese a referirse a algo satanizado por el catolicismo tradicional, la Iglesia Católica convivió pacíficamente y muy de cerca con esta característica de la cultura de Paraíso y en algún momento muchas prácticas de la brujería también adoptaron elementos de santería y similares. De hecho, cuando se comienza a remodelar el templo central de la ciudad a finales de la década de los sesenta, parte de la antigua casa cural fue usada por la ciudadanía para realizar juegos, ventas de comida, loterías, entre otras actividades lúdicas para contribuir a la finalización del nuevo templo. Este dato toma trascendencia cuando se recuerda que a este lugar se le conoció como “La Brujita”, y que incluso, justo al lado del templo católico, este lugar fue decorado con un rótulo con la silueta de una bruja. Finalmente, el lugar dejaría de existir.
Dada proliferación de experiencias, anécdotas y leyendas en las que la brujería paraiseña es protagonista, no es de extrañar que muchas de ellas hayan sobrevivido hasta la actualidad, perpetuadas en blogs, foros de redes sociales, revistas, periódicos y hasta libros, tal es el caso de Francisco Marín Ramírez, quien en su libro “Cuentos, leyendas y chascarrillos de Paraíso” recoge múltiples relatos del tema como “Mi esposa es una bruja”, “El higuerón y la lechuza”, “Brujas a medianoche” y “El pollo de las ánimas”. Del mismo modo, se encuentra en internet el caso anecdótico que cuenta Jaime Granados Chacón en su breve relato "Mi bisabuelo paterno y las brujas de Paraíso".
El 9 de febrero de 2023, gracias al apoyo del Programa Becas Taller de la Dirección de Gestión Sociocultural del Ministerio de Cultura y Juventud, bajo la dirección del becado Jairo Cedeño Guillén, se estrenó el documental “Paraíso de brujos”  como parte del proyecto IBRUPA (Imaginario Colectivo de la Brujería en el Cantón de Paraíso).

### Educación.
En el cantón de Paraíso, se contabilizan 30 escuelas públicas y una escuela privada, 05 colegios públicos y un colegio privado, un recinto de la Universidad de Costa Rica, un Centro de Atención Integral para Adultos con Discapacidad (CAIPAD) y un Colegio Nacional Virtual Marco Tulio Salazar.

#### Escuelas.
| Circuito. | Nombre.                                   | Distrito.             | Poblado o Barrio. | Zona.   |
| --------- | ----------------------------------------- | --------------------- | ----------------- | ------- |
| 05.       | Fray José Antonio de Liendo y Goicoechea. | Paraíso.              | Paraíso Centro.   | Urbana. |
| 05.       | Eugenio Corrales Bianchini.               | Paraíso.              | La Soledad.       | Urbana. |
| 05.       | La Laguna.                                | Paraíso.              | La Laguna.        | Urbana. |
| 05.       | Vicente Lachner Sandoval.                 | Paraíso.              | Birrisito.        | Urbana. |
| 05.       | Rescate de Ujarrás.                       | Llanos de Sta. Lucía. | Villa Llanos.     | Urbana. |
| 05.       | Santa Lucía.                              | Llanos de Sta. Lucía. | Villa Llanos.     | Urbana. |
| 05.       | Bilingüe Villa Paraíso.*                  | Llanos de Sta. Lucía. | Oeste a Estadio.  | Urbana. |
| 05.       | Miguel Picado Barquero.                   | Santiago.             | Santiago Centro.  | Rural.  |
| 05.       | La Fuente.                                | Santiago.             | La Puente.        | Rural.  |
| 05.       | Mario Pacheco Sáenz.                      | Santiago.             | Las Mesitas.      | Rural.  |
| 08.       | Clemente Avendaño Sáenz.                  | Paraíso.              | Ujarrás.          | Rural.  |
| 08.       | Primo Coghi Ferrari.                      | Santiago.             | Ajenjal.          | Rural.  |
| 08.       | Río Regado.                               | Santiago.             | Río Regado.       | Rural.  |
| 08.       | Otto Mora Pérez.                          | Santiago.             | El Yas.           | Rural.  |
| 08.       | Juan Evangelista Sojo Cartín.             | Santiago.             | La Flor.          | Rural.  |
| 08.       | Alto de Araya.                            | Orosi.                | Altos de Araya.   | Urbano. |
| 08.       | Guaubata.                                 | Orosi.                | Guanata.          | Urbano. |
| 08.       | Álvaro Esquivel Bonilla.                  | Orosi.                | Río Macho.        | Urbano. |
| 08.       | Orosi.                                    | Orosi.                | Orosi Centro.     | Urbano. |
| 08.       | Calle Juco.                               | Orosi.                | Calle Juco.       | Urbano. |
| 08.       | Palomo.                                   | Orosi.                | Palomo.           | Urbano. |
| 08.       | La Alegría.                               | Orosi.                | La Alegría.       | Urbano. |
| 08.       | Felipe Alvarado Echandi.                  | Orosi.                | Puente Negro.     | Urbano. |
| 08.       | Purisil.                                  | Orosi.                | Purisil.          | Urbano. |
| 08.       | Florencio del Castillo.                   | Cachí.                | Cachí Centro.     | Urbano. |
| 08.       | José María Loría Vega.                    | Cachí.                | San Jerónimo.     | Urbano. |
| 08.       | Loaiza.                                   | Cachí.                | Loaiza.           | Urbano. |
| 08.       | Raúl Granados González.                   | Cachí.                | Calle Volio.      | Urbano. |
| 08.       | Urasca.                                   | Cachí.                | Urasca.           | Urbano. |
| 08.       | William Brenes Fonseca.                   | Cachí.                | Peñas Blancas.    | Urbano. |

*Centros de educación de carácter privado.

#### Colegios.
| Circuito. | Nombre.                    | Distrito.              | Poblado o Barrio. | Zona.   |
| --------- | -------------------------- | ---------------------- | ----------------- | ------- |
| 05.       | Liceo de Paraíso.          | Paraíso.               | San Antonio.      | Urbana. |
| 05.       | CEBITT Internacional.*     | Paraíso.               | Paraíso Centro.   | Urbana. |
| 05.       | CTP Santa Lucía.           | Llanos de Santa Lucía. | Villa Llanos.     | Urbana. |
| 05.       | Liceo de Santiago.         | Santiago.              | Santiago Centro.  | Urbana. |
| 08.       | CTP de Orosi.              | Orosi.                 | La Anita.         | Urbana. |
| 08.       | Liceo Enrique Guier Sáenz. | Cachí.                 | Cachí Centro.     | Urbana. |

*Centros de educación de carácter privado.

#### Recinto de la Universidad de Costa Rica.
En el año 1990, la Sede del Atlántico de la Universidad de Costa Rica comienza a gestionar la ampliación de la unidad académica de la región de Cartago en el cantón de Paraíso. Es así como para 1992, en un convenio entre la Municipalidad de Paraíso, se da apertura al Aula de Paraíso en las instalaciones del Liceo homónimo con un grupo de Humanidades con 30 estudiantes matriculados. En el mismo año, las negociaciones entre la Asociación de Desarrollo Universitario de Paraíso y la Junta Administrativa del Liceo de Paraíso concluyeron en la donación de los actuales terrenos del recinto. La cesión de los terrenos se dio de manera paulatina hasta el año 2011.
El recinto fue en principio bautizado como Doctor Rafael Ángel Calderón Guardia, como lo indican una placa y un busto en sus instalaciones. Sin embargo, en la práctica casi no se emplea el término, ni siquiera en la amplia mayoría de documentos oficiales. En 2007, el Centro Cultural Paraiseño propuso a las autoridades universitarias locales que se nombrase al recinto en honor a Florencio del Castillo, benemérito de la patria oriundo de Paraíso, generando polémica y sin que se concretase ningún cambio en particular.
En el recinto se imparten las carreras de Informática Empresarial, Enseñanza del Inglés, Enseñanza de las Matemáticas, Turismo Ecológico y Dirección de Empresas. Cuentan con una asociación de estudiantes por cada carrera, con una Defensoría Estudiantil Universitaria propia del recinto, con la Comisión de Derechos Humanos del Recinto Paraíso (CDHRP), un tribunal electoral estudiantil y la Asociación de Estudiantes del Recinto de Paraíso (ASOERPA).

#### Colegio Nacional Virtual Marco Tulio Salazar.
El Colegio Nacional Virtual Marco Tulio Salazar es una institución parte del programa Nuevas Oportunidades para Jóvenes. Busca ofrecer a estudiantes que por diversas razones no pudieron continuar sus estudios una nueva oportunidad de reincorporación al Sistema Educativo Costarricense, mediante una estrategia curricular presencial pero apoyada en la virtualidad y el aprendizaje a distancia, dentro de la Educación Media Académica regular. Desde el año 2001, la Escuela Fray José Antonio de Liendo y Goicoechea alberga uno de estos centros de estudio en su horario nocturno.

#### CAIPAD.
Los Centros de Atención Integral para Adultos con Discapacidad son instituciones en las que ofrece a las personas con discapacidad mayores de 18 años que requieren de apoyos prolongados o permanentes, una alternativa de dedicación personal, social, ocupacional o productiva, que les permita potenciar su desarrollo integral, su autonomía personal y mejores condiciones de vida presente y futura para ellos y para sus familias.
El CAIPAD que cubre al área de Paraíso se encuentra en el centro del distrito de Llanos de Santa Lucía. Las personas atendidas por este centro se involucran activamente en actividades educativas de la comunidad, como actos cívicos de celebraciones nacionales o presentaciones y festivales artísticos, así como recreativas, a través de giras y actividades organizadas dentro de la institución.

## Infraestructura.

### Carreteras
Al cantón lo atraviesan las siguientes rutas nacionales de carretera:
- Ruta nacional 10
- Ruta nacional 224
- Ruta nacional 225
- Ruta nacional 404
- Ruta nacional 405
- Ruta nacional 408
- Ruta nacional 416

### Patrimonios Histórico-Arquitectónicos.

#### Ruinas del antiguo templo de Ujarrás.

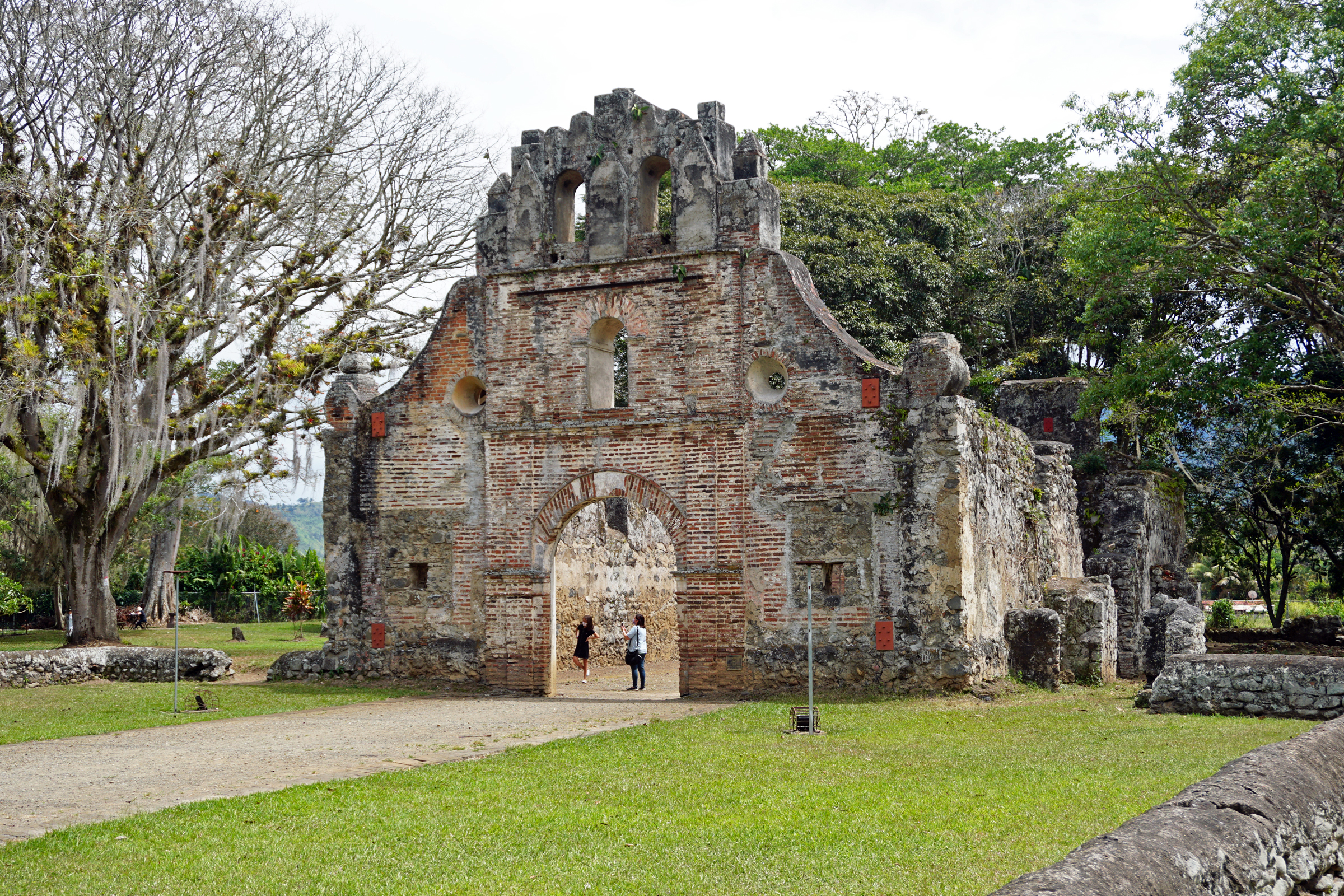
Ruinas de la iglesia colonial de Ujarrás

El antiguo templo de la Virgen del Rescate de Ujarrás, declarada monumento nacional en 1985 y ubicado a diez minutos del centro de Paraíso, es lo que queda de una iglesia colonial de características tradicionales y de fachada renacentista construida durante el siglo XVII y abandonada en 1833, por el traslado de la población de Ujarrás al Paraíso en las inmediaciones de los Llanos de Santa Lucía. Fue declarado Patrimonio Histórico Arquitectónico de Costa Rica el 11 de diciembre de 1985, durante la administración del presidente Luis Alberto Monge Álvarez.

#### Antigua Estación del Ferrocarril.
Obra de la Northern Railway Company, empresa operante del sistema ferroviario costarricense, data de 1910, año en que el recordado terremoto de Santa Mónica devastó varios pueblos de Cartago, entre ellos Paraíso. Dada la topografía quebrada del pueblo, la estación se construyó a un kilómetro del centro, buscando un sitio más plano apto para el abordaje y descarga de mercancía y pasajeros. Ir a mirar los acontecimientos diarios alrededor del tren era un pasatiempo frecuente en el pueblo. Fue declarada como Patrimonio Histórico Arquitectónico el 13 de diciembre de 1990, bajo la administración de Rafael Ángel Calderón Fournier. Una de las razones de fondo para su declaración como tal fue el deseo de la entonces municipalidad para rescatar en algún momento el inmueble e incluirlo en una serie de actividades culturales y artísticas que, finalmente, nunca se dieron.
El 28 de septiembre de 2013, un incendio de causas desconocidas consumió  la estación alrededor de la una de la tarde. Pese al esfuerzo rápido del cuerpo de bomberos las pérdidas fueron totales.

#### Puente Ferroviario al Atlántico
En las afueras de la ciudad de Paraíso, sobre la ruta 10, carretera hacia Turrialba, se encuentra otro de los puentes de la época del ferrocarril al Atlántico declarados como Patrimonio Histórico Arquitectónico. En este, construido sobre sillares de piedra en 1888, participaron inmigrantes italianos llegados al país con el objetivo de trabajar en la construcción del ferrocarril. Durante muchos años sirvió de paso en la única vía de acceso a la zona Atlántica. Se le conoce popularmente por los locales como "el túnel", porque al estar sobre una ruta nacional, los vehículos transitan debajo de él. Fue declarado Patrimonio Histórico Arquitectónico de Costa Rica el 11 de octubre de 1994, durante la administración del presidente José María Figueres Olsen.
En otros lugares del distrito central se encuentran otros puentes a base de piedra. Ejemplo de estos son los localizados en el pueblo de Birrisito, específicamente en El Chiral y Parrúas, así como otro cercano a la carretera a Orosi denominado "puente Beeche". Algunos son más antiguos, otros ni siquiera fueron utilizados o concluidos por errores en la planificación del tren. Sin embargo, ninguno de ellos ha sido declarado patrimonio.

#### Iglesia Colonial de Orosi.

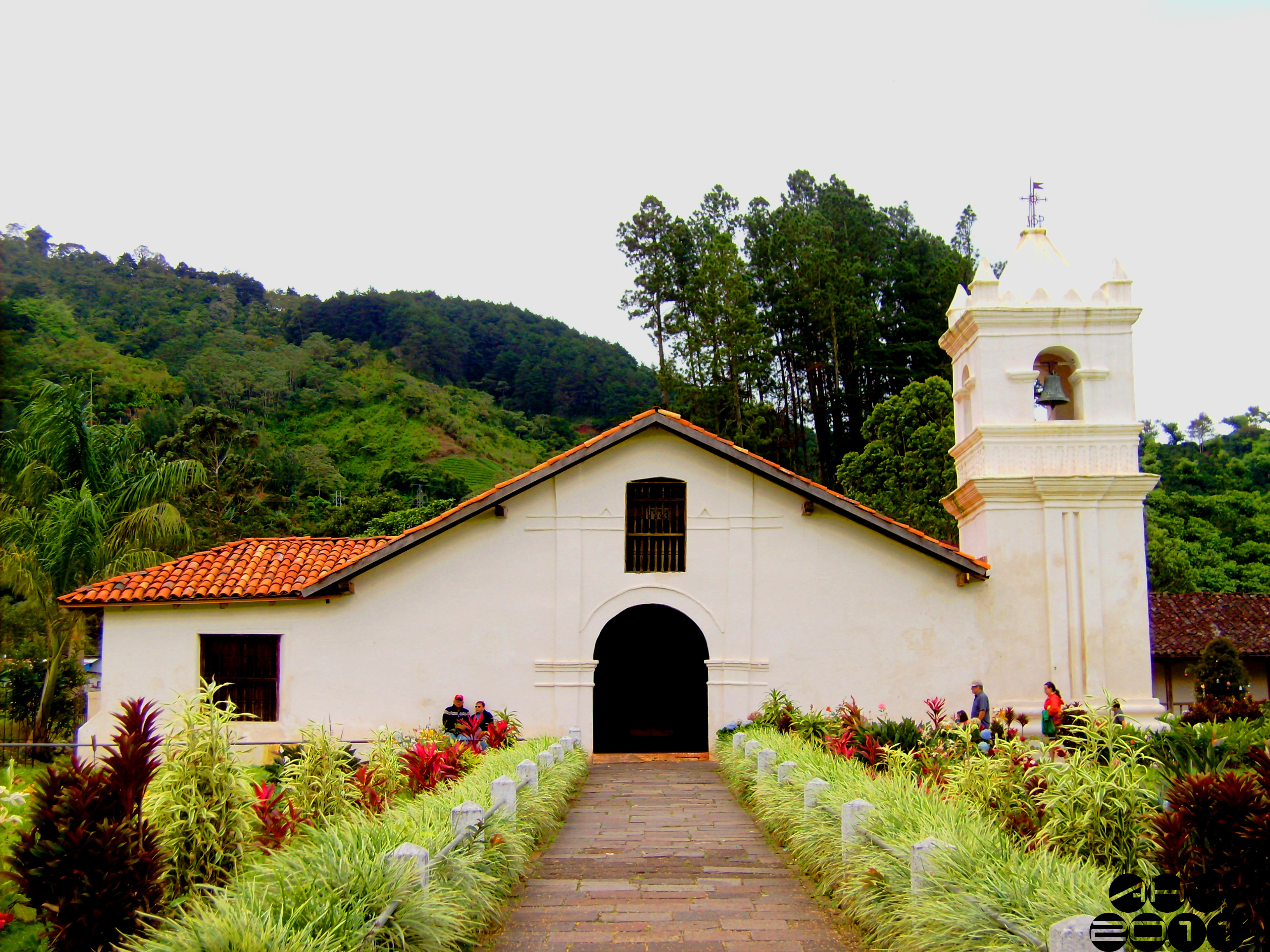
Iglesia Colonial de Orosi.

Declarado patrimonio histórico-arquitectónico en 1920 y monumento nacional en 1985, la Iglesia Colonial de Orosi, templo de estilo típico colonial que data de la época del dominio español en Centroamérica, es una de las edificaciones más antiguas del país. Dedicado a San José, el templo concluyó su construcción, de cañabrava, adobe, bahareque y calicanto por parte de los frailes franciscanos en 1767. En 2020, se fundó en el área del convento el Museo de Arte Religioso de San José de Orosi. Fue declarado Patrimonio Histórico Arquitectónico de Costa Rica el 11 de junio de 1996, durante la administración del presidente José María Figueres Olsen.

#### Puente Ferroviario sobre el Río Birrís.
En las últimas décadas del siglo XIX, el proyecto del ferrocarril al Atlántico significaba en Costa Rica un sueño de progreso y crecimiento económico. Impulsada la obra por el mandatario Tomás Guardia Gutiérrez y supervisado por Minor Keith, representante de los poderes empresariales estadounidenses, requirió de la construcción de kilómetros de inexistente vía férrea sobre toda clase de parajes. Por el distrito de Santiago pasa el río Birrís, nacido pocos kilómetros al sur del Volcán Irazú antes de entregarse al cauce del Reventazón, y fue necesario levantar sobre él un puente para concluir la obra del ferrocarril al Atlántico. Mide 220 metros de largo y desde la base hasta el río hay 80 metros. Aunque sus bases están asentadas sobre piedra, la mayor parte está hecho de acero. Toda la zona de construcción está cubierta de una capa de roca basáltica, resultado de antiquísimas coladas de lavas del Volcán Irazú, por lo que las rocas locales facilitaron asentar los terraplenes del puente.
En 1889, la Westwood Baillie & Company envía los componentes del puente desde Londres. Fue recibido y ensamblado en cuatro segmentos en Limón, desde el 15 de septiembre hasta el 6 de diciembre. Finalmente, fue colocado en su emplazamiento final en Santiago de Paraíso en 1890. El ingeniero constructor fue Richard Rudolf Schutt Holtz, quien apoyó sus estudios de suelo en muestras que enviaba a la Universidad de Hamburgo, trabajo que duró cinco meses. Fue la última etapa del ferrocarril en ser concluida, por lo que su finalización fue motivo de júbilo entre el pueblo y las élites, su fiesta de inauguración fue en el Teatro Nacional.
Entre algunas anécdotas alrededor del tren, se dice que entre los trabajadores se ofreció una botella de champán a quien cruzara el puente a pie. Para ello, se ofrecieron tres mujeres, dos de ellas retirándose por miedo a medio camino. La señora Adelina de la Croix, quien curiosamente era esposa del ingeniero constructor, fue quien ganó la apuesta. Se dice, además, que nadie se atrevía a cruzar en tren el puente por temor, así que el mismo Minor Keith viajó solo al frente de una locomotora para demostrar que no había peligro alguno. La historia y la tradición oral indicarían que lo haría envuelto en una bandera de Estados Unidos, pese a que no se tiene evidencia de esto.
Estuvo en servicio hasta 1991, cuando dejaron de correr los trenes por su ruta. Se mantiene en buen estado pese a su nulo mantenimiento. El 9 de julio del 2002, bajo la presidencia de Abel Pacheco de la Espriella, se firmó el decreto que lo declaró patrimonio histórico-arquitectónico. La razón protagónica fue la que se cita a continuación.

"Que la construcción de este puente permitió consolidar la economía nacional, facilitar el comercio directo con Europa, así como la explotación y desarrollo de la vertiente atlántica" y porque "...el puente sobre el río Birrís es una obra de ingeniería excepcional en nuestro país, con una luz de aproximadamente doscientos veinte metros y su técnica constructiva, basada principalmente en el uso de pernos, remaches y pasadores lo convierte en una de las últimas estructuras, con estas características que aún se conservan".
La Gaceta N° 131.

## Turismo
Dada la posición geográfica de Paraíso y sus vastos recursos naturales, el desarrollo del turismo rural ha ido en incremento desde sus primeras manifestaciones durante de la década de 1960, si bien es a partir de 1990 en que comienza a aumentar a un ritmo mucho más acelerado. Los orígenes o antecedentes del turismo paraiseño pueden encontrarse en las primeras realizaciones de fiestas patronales y en la llegada de inmigrantes italianos entre finales del siglo XIX y principios del siglo XX. Las atracciones turísticas del cantón pueden resumirse en museos, edificaciones históricas, instalaciones de recreación y parques nacionales, áreas de conservación y centros de turismo rural. A continuación, se mencionan específicamente algunas de sus principales atracciones.

### Parque La Expresión Laguna de Doña Ana Cleto
Se ubica en el poblado de La Laguna, Llanos de Santa Lucía, y es propiedad del Instituto Costarricense del Deporte y la Recreación. Se fundó el 15 de agosto de 1981 y comprende los terrenos que alguna vez y durante la época de la colonia pertenecieron a la ilustre dama cartaginesa Doña Ana Cleto Arnesto de Mayorga, de quien se dice acudía a su finca en días de descanso.
El Parque cuenta con aproximadamente ocho hectáreas de terreno, dispone de servicios sanitarios, duchas y agua potable, aunque no se ofrece servicio de cafetería. Existen doce ranchos para almorzar y asar, áreas de juegos infantiles, canchas multiuso, una pequeña de futbol, así como de diversos activos naturales, como la hegemónica laguna central, con una nutrida comunidad de patos. El lugar es propicio para la práctica del atletismo, mountain bike, caminata y el patinaje.

### Represa Hidroeléctrica de Cachí

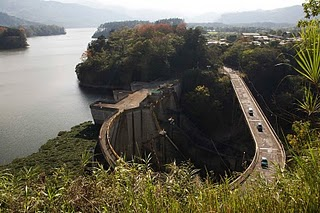
Represa Hidroeléctrica de Cachí.

La Represa Hidroeléctrica de Cachí, construida por el Instituto Costarricense de Electricidad en 1966, produce energía eléctrica aprovechando los flujos hídricos del Río Reventazón. Se ubica próxima a la ciudad de Cachí y en una de las áreas con mayor pluviosidad del país. Su pequeña laguna artificial de 3,24 kilómetros cuadrados es conocida como "el lago de Cachí", y su forma de arco es única en el país.

### Mirador de Orosi
Propiedad del Instituto Costarricense de Turismo (ICT) y localizado a 3 kilómetros del centro de Paraíso, el Mirador de Orosi ofrece una amplia vista hacia la ciudad de Orosi y sus inmediaciones, rodeados de extensiones montañosas de tonos siempre verdosos, acompañados de cielos frecuentemente despejados. Cuenta con un área de juegos infantiles, zonas verdes, servicios sanitarios, contempla las disposiciones de la Ley 7600 de Igualdad de Oportunidades para personas con necesidades especiales, espacios adecuados para desplazarse, ranchos con parrilla, agua potable, seguridad, mesas de pícnic y parqueo. Es un excelente lugar para ir de pícnic, relajarse a leer un libro, caminar, entre otras actividades recreativas.

### Mirador de Ujarrás
Propiedad del Instituto Costarricense de Turismo (ICT) y localizado a solo 2 kilómetros del centro de Paraíso, el Mirador de Ujarrás ofrece una amplia vista hacia el valle de Ujarrás y de sus inmediaciones. Cuenta con un área de juegos infantiles, zonas verdes, servicios sanitarios, contempla las disposiciones de la Ley 7600 de Igualdad de Oportunidades para personas con necesidades especiales, espacios adecuados para desplazarse, ranchos con parrilla, agua potable, seguridad, mesas de pícnic y parqueo. Es un excelente lugar para ir de pícnic, relajarse a leer un libro, caminar, entre otras actividades recreativas.

### Finca Agroecológica La Flor
En el pueblo de La Flor, distrito de Santiago de Paraíso, a 7 kilómetros del centro cantonal, Finca La Flor es un complejo granjero administrado por la Asociación para el Desarrollo de la Conciencia Ambiental y Humana (ASODECAH), una organización sin fines de lucro. Es un espacio aprovechado para la experimentación y desarrollo de proyectos relacionados con cosas como la agricultura sostenible y la reforestación.
En la finca pueden caminar por los senderos de las 10 hectáreas de bosque regenerado, observar y aprender en las huertas orgánicas y medicinales, disfrutar de la presencia de animales de granja (gallinas, caballos, cabras, patos) y meditar o practicar en el salón de yoga, todo esto con oportunidades de hospedaje y demás actividades y comodidades turísticas.

### Parque nacional Tapantí
El parque nacional Tapantí es una reserva natural, se ubica al noreste de la cordillera de Talamanca y a 15 kilómetros del pueblo de Orosi, protegiendo la cuenca hidrográfica del río Grande de Orosi. Se creó en 1982 y cubre un área aproximada de 58 323 hectáreas. Abarca también parte de los cantones cartagineses de Cartago, El Guarco y Jiménez.
Entre la fauna del lugar, se encuentran 45 especies de mamíferos, 300 especies de aves, 32 especies de anfibios, y otros. Las aves se pueden encontrar en abundancia, son ejemplares comunes los yigüirros, oropéndolas, pavas, quetzales y gavilanes. Hay, en el grupo de los mamíferos, murciélagos, mapaches, monos, ardillas, y varias especies de felinos, la especie más grande de mamíferos es la danta mesoamericana.
Alberga cinco "zonas de vida": bosque muy húmedo premontano, bosque pluvial premontano, bosque pluvial montano bajo, bosque montano y páramo pluvial subalpino; así como facilita la presencia de más de 150 ríos, siendo la cuna de los ríos Reventazón y Pacuare, del primero se destaca el uso del recurso hídrico en la Gran Área Metropolitana, puesto que abastece alrededor de medio millón de habitantes, y es en su cuenca en donde el ICE posee cuatro plantas eléctricas.